# Lac Sept Îles (Saint-Raymond)
Pour les articles homonymes, voir Sept-Îles (homonymie).
Le Lac Sept Îles (parfois orthographié Lac aux Sept-Isles) est un plan d'eau douce situé dans le canton de Gosford, dans la municipalité de Saint-Raymond, dans la municipalité régionale de comté (MRC) de Portneuf, dans la région administrative de la Capitale-Nationale, dans la province de Québec, au Canada.
Grâce à son environnement forestier et montagneux, ses îles et baies, sa proximité de la ville de Québec et la station touristique Duchesnay, la villégiature est très développée autour du lac. Une route ceinture entièrement le lac pour desservir les résidents et les villégiateurs. La villégiature au lac Sept-Îles remonte à 1857-58, comparativement à 1896 au lac Sergent.

## Géographie
Le lac Sept-Îles est situé à 6 km au nord-est du centre du village de Saint-Raymond, dans Portneuf; à 2,3 km du lac Sergent (situé au sud) et 2,2 km du lac Saint-Joseph (situé au sud-est). Le lac Sept-Îles est surtout alimenté par trois affluents:
- au nord-ouest: la rivière Gosford qui coule des montagnes sur 5,7 km vers le sud-ouest (en parallèle à la rivière Sainte-Anne, pour se déverser au fond d'une baie étroite qui se termine à l'embouchure du Lac des Aulnaies lequel est séparé du lac Sept-îles par un pont;
- au nord-est: la passe du Lac au Chien (longue de 0,9 km) qui relie le Lac au Chien (altitude de 209 m) et le lac Sept-Îles. Le Lac au Chien est lui-même alimenté par le Lac à la Perche (217 m), le Lac du Ventre Rouge (227 m), le lac des Roches, le lac Maher (241 m) et le lac aux Deux Truites (230 m);
- au sud-est: la décharge (longue d'environ 680 m) du Lac au Cèdre (altitude de 224 m).

Le lac Sept-Îles est entouré des sommets de montagnes qui atteignent:
- au nord: entre 397 m et 533 m,
- au sud-est: entre 267 m et 381 m,
- au sud: entre 349 m et 372 m,
- à l'ouest: 254 m et 335 m.

Le lac comporte plusieurs baies dont la baie Vachon (au sud-est). L'embouchure du lac est située au sud-ouest du lac. L'émissaire du lac est la rivière Portneuf qui coule vers le sud-ouest jusqu'à la ville de Portneuf où ses eaux se jettent dans le fleuve Saint-Laurent.

## Toponymie
Le lac porte bien son nom, car il compte exactement sept îles, soit trois îles et quatre îlots. La colonisation autour du lac débuta vers 1857-1858; onze familles y étaient recensé en 1861, tandis que la population de Saint-Raymond comptait alors 2 902 habitants. Au cours du XXe siècle, le pourtour du lac a été aménagé de nombreuses maisons et de chalets. L'île Genois, la plus étendue et non accessible par la route, compte une vingtaine d'habitations. Les autres îles comportent quelques hambitations
Le toponyme « Lac Sept-Îles » a été officialisé le 5 décembre 1968 à la Banque des noms de lieux de la Commission de toponymie du Québec.